# Grand Premi Baleares
Grand Premi Baleares är ett travlopp för femåriga och äldre hingstar/valacker och ston som äger rum i september på San Pardo i Mallorca utanför Spanien. Det är ett Grupp 2-lopp.
Loppet körs över 2650 meter på banan San Pardo, med autostart. Den samlade prissumman är 54 000 euro, och 25 000 euro i första pris. Loppet ingår i serien Tour Europeen du Trotteur Francais.
Loppet kördes för första gången 2007 och vinnaren av loppet var Milord de Melleray som tränades av Kari Lähdekorpi och kördes av Thierry Duvaldestin.

## Vinnare
| År   | Häst                                              | Far                                               | Kusk                                              | Tränare                                           | Distans                                           | Tid/km                                            |
| ---- | ------------------------------------------------- | ------------------------------------------------- | ------------------------------------------------- | ------------------------------------------------- | ------------------------------------------------- | ------------------------------------------------- |
| 2023 | Espoir de Toues                                   | Very Look                                         | Antonio Frontera                                  | Marina Salleras Rubio                             | 2 650 m                                           | 1'15"4                                            |
| 2022 | Eclat de Gloire                                   | Tiégo d'Étang                                     | Loris Garcia                                      | Loris Garcia                                      | 2 650 m                                           | 1'14"3                                            |
| 2021 | Eclat de Gloire                                   | Tiégo d'Étang                                     | Loris Garcia                                      | Loris Garcia                                      | 2 650 m                                           | 1'13"9                                            |
| 2020 | Inställt p.g.a. den pågående coronaviruspandemin. | Inställt p.g.a. den pågående coronaviruspandemin. | Inställt p.g.a. den pågående coronaviruspandemin. | Inställt p.g.a. den pågående coronaviruspandemin. | Inställt p.g.a. den pågående coronaviruspandemin. | Inställt p.g.a. den pågående coronaviruspandemin. |
| 2019 | Billie de Montfort                                | Jasmin de Flore                                   | Gabriele Gelormini                                | Sébastien Guarato                                 | 2 650 m                                           | 1'14"4                                            |
| 2018 | Beau Gamin                                        | Quinoa du Gers                                    | Jos Verbeeck                                      | Sébastien Guarato                                 | 2 650 m                                           | 1'14"8                                            |
| 2017 | Anna Mix                                          | Ludo de Castelle                                  | Franck Nivard                                     | Franck Leblanc                                    | 2 650 m                                           | 1'15"7                                            |
| 2016 | Swedishman                                        | Gogo                                              | Thierry Duvaldestin                               | Thierry Duvaldestin                               | 2 650 m                                           | 1'14"4                                            |
| 2015 | Roxana de Barbray                                 | Speed Clayettois                                  | Gabriele Gelormini                                | Roberto Donati                                    | 2 650 m                                           | 1'14"3                                            |
| 2014 | Talicia Bella                                     | Général du Pommeau                                | Anthony Barrier                                   | Jean Paul Marmion                                 | 2 650 m                                           | 1'15"3                                            |
| 2013 | Roxana de Barbray                                 | Speed Clayettois                                  | Pierre Vercruysse                                 | Roberto Donati                                    | 2 650 m                                           | 1'15"0                                            |
| 2012 | Quinoa du Gers                                    | Ganymede                                          | Hugo Langeweg J:r                                 | Fabrice Souloy                                    | 2 650 m                                           | 1'15"1                                            |
| 2011 | Nimrod Borealis                                   | Arnaqueur                                         | Matthieu Abrivard                                 | Matthieu Abrivard                                 | 2 650 m                                           | 1'13"5                                            |
| 2010 | Paradis Cordiere                                  | Historien                                         | Jean Louis Labigne                                | Jean Louis Labigne                                | 2 650 m                                           | 1'14"5                                            |
| 2009 | Malakite                                          | Vittle                                            | Matthieu Verva                                    | Guy Verva                                         | 2 650 m                                           | 1'14"5                                            |
| 2008 | Quido du Goutier                                  | Extreme Dream                                     | Jos Verbeeck                                      | Sébastien Guarato                                 | 2 650 m                                           | 1'12"6                                            |
| 2007 | Milord de Melleray                                | Biesolo                                           | Thierry Duvaldestin                               | Kari Lähdekorpi                                   | 2 650 m                                           | 1'14"2                                            |